# الرسوم الطبية المتحركة
الرسوم الطبية المتحركة هي فيلم تعليمي قصير، عادة ما يتمحور حول موضوع فيزيولوجي أو جراحي، يُقدم باستخدام رسومات الكمبيوتر ثلاثية الأبعاد.  في حين أنه قد يكون مخصصًا لمجموعة من الجماهير، إلا أن الرسوم المتحركة الطبية تستخدم بشكل شائع كأداة تعليمية للمهنيين الطبيين أو مرضاهم.
اقتصرت الرسوم المتحركة الطبية المبكرة على نماذج الإطارات السلكية الأساسية بسبب سرعة المعالج المنخفضة. ومع ذلك، أدى التطور السريع في تصميم المعالجات الدقيقة وذاكرة الكمبيوتر إلى رسوم متحركة أكثر تعقيدًا بشكل ملحوظ.
يمكن النظر إلى الرسوم المتحركة الطبية على أنها تصور مستقل، أو بالاشتراك مع أجهزة الإدخال الحسية الأخرى، مثل شاشات العرض المثبتة على الرأس، أو العدسات المجسمة، أو القفازات اللمسية، أو محطات العمل التفاعلية، أو البينات الافتراضية الكهفية التلقائية (CAVEs).

## تاريخ الرسوم الطبية المتحركة
على الرغم من تطورها من مجال الرسوم التوضيحية الطبية الواقعية (مثل تلك التي أنشأها عالم التشريح الفلمنكي أندرياس فيزاليوس في القرن السادس عشر)، إلا أن الرسوم المتحركة الطبية لا تزال أيضًا مرهونة بتقنية الصور المتحركة والصور التي جرى إنشاؤها بواسطة الكمبيوتر.
سبق مصطلح الرسوم المتحركة الطبية ظهور الرسوم الحاسوبية بحوالي ثلاثة عقود. على الرغم من إنشاء أول رسوم متحركة للكمبيوتر فيBell Telephone Labs في عام 1963، ظهرت عبارة «الرسوم المتحركة الطبية» في السياقات العلمية منذ عام 1932 في مجلة التصوير البيولوجي. كما ناقش كلارك وهوشال، فإن المصطلح يشير إلى الرسوم المتحركة ثنائية الأبعاد التي جرى إنتاجها لتضمينها في الأفلام المعروضة لطلاب الطب.
بدأ إنشاء الرسوم المتحركة الطبية بواسطة الكمبيوتر بشكل جدي في أوائل السبعينيات. يمكن العثور على أول وصف لاستخدام رسومات الكمبيوتر ثلاثية الأبعاد لغرض طبي في عدد من مجلة Science، بتاريخ 1975. مؤلفوها، فريق من الباحثين من أقسام الكيمياء والكيمياء الحيوية والفيزياء الحيوية في جامعة تكساس إيه آند إم، وصفوا الاستخدامات المحتملة للرسوم المتحركة الطبية لتصور الجزيئات الكبيرة المعقدة.
بحلول أواخر الثمانينيات، أصبحت الرسوم المتحركة الطبية طريقة مميزة للتعليم الفيزيولوجي والجراحي. بحلول هذه النقطة، اقترح الباحثون أن الرسوم المتحركة الطبية ثلاثية الأبعاد يمكن أن توضح المفاهيم الفيزيولوجية أو الجزيئية أو التشريحية التي قد تكون غير قابلة للتطبيق.
تضم صناعة الرسوم المتحركة الطبية اليوم جانبًا واحدًا من صناعة الرسوم المتحركة غير الترفيهية بالكمبيوتر، والتي تبلغ إيراداتها السنوية 15 مليار دولار سنويًا في جميع أنحاء العالم.

## التطبيقات

### تثقيف المريض أو تعليمه
ركز الاتجاه المتزايد بين استوديوهات الرسوم المتحركة الطبية على إنشاء مقاطع لشرح الإجراءات الجراحية أو آليات العمل الصيدلانية بمصطلحات بسيطة بما يكفي لفهمها من قِبل الشخص العادي. يمكن العثور على هذه الرسوم التوضيحية المتحركة على مواقع المستشفيات، أو محطات عمل مكتب الطبيب، أو المواقع الصحية على الإنترنت، أو عبر استوديوهات الرسوم المتحركة الطبية نفسها. قد تظهر مثل هذه الرسوم المتحركة أيضًا في البرامج التلفزيونية ومنصات OTT وأماكن الترفيه الشعبية الأخرى كطريقة لتثقيف الجمهور حول موضوع طبي قيد المناقشة.
في بعض الأحيان، يُستخدم هذا النوع من الرسوم المتحركة داخل المستشفى. في هذا السياق، يمكن استخدام المقاطع للحصول على موافقة مستنيرة كاملة من المرضى الذين قد يخصعون للجراحة أو العلاج الطبي. وبالمثل، أشارت الدراسات إلى أن الرسوم المتحركة الطبية لتثقيف المريض قد تكون قادرة على تقليل معدل العمليات الجراحية العرضية التي تجرى في الموقع الخاطئ.

### المحاكاة الطبية
نظرًا لكل من الندرة النسبية للجثث التي سيجري استخدامها للتوجيه الجراحي وتضاؤل استخدام الحيوانات والمرضى الذين لم يعطوا موافقتهم، فقد تستخدم المعاهد الرسوم المتحركة الطبية كوسيلة لتعليم الأطباء المستقبليين مفاهيم التشريح والجراحة. يمكن مشاهدة مثل هذه المحاكاة بشكل سلبي (كما في حالة الرسوم المتحركة الطبية ثلاثية الأبعاد المضمنة عبر قرص مضغوط في حزم الكتب المدرسية الطبية) أو باستخدام عناصر تحكم تفاعلية. إن تحفيز مهارات اليد والعين باستخدام اللمس هو استخدام آخر محتمل لتقنية الرسوم المتحركة الطبية، وهو استخدام ينبع من استبدال الجثث في الفصول الدراسية الجراحية بمدربي المهام والعارضات.
غالبًا ما تُنشأ أجسام افتراضية دقيقة نسبيًا باستخدام الفحوصات الطبية، مثل التصوير المقطعي المحوسب (CT) أو التصوير بالرنين المغناطيسي (MRI).  تمثل هذه التقنيات خطوة موفرة للتكلفة والوقت بعيدًا عن إنشاء الرسوم المتحركة الطبية باستخدام الجثث المقطوعة. على سبيل المثال، قام مشروع الإنسان المرئي التابع للمكتبة الوطنية للطب بإنشاء رسوم متحركة طبية ثلاثية الأبعاد لجثث الذكور والإناث عن طريق مسح الجثث باستخدام تقنية التصوير المقطعي المحوسب، وبعد ذلك جرى تجميدها وتكشيطها إلى أجزاء بسمك ملليمتر وتمثيلها باستخدام صور عالية الدقة.
بالمقارنة، يمكن للرسوم المتحركة الطبية التي جرى إجراؤها باستخدام البيانات الممسوحة ضوئيًا فقط إعادة إنشاء الهياكل الداخلية للمرضى الأحياء، غالبًا في سياق التخطيط الجراحي.

### الرسوم المتحركة الخلوية والجزيئية
غالبًا ما تستخدم الرسوم المتحركة الطبية كطريقة لتصور العدد الهائل من العمليات المجهرية التي تحدث في جسم الإنسان. قد يتضمن هذا التفاعلات بين العضيات، ونسخ الحمض النووي، والعمل الجزيئي للإنزيمات، والتفاعلات بين مسببات الأمراض وخلايا الدم البيضاء أو أي عملية خلوية أو شبه خلوية أخرى.
تتشابه الرسوم المتحركة الجزيئية من حيث أنها تصف هياكل أصغر من أن تراها العين البشرية. ومع ذلك، فإن هذه الفئة الأخيرة قادرة أيضًا على توضيح الهياكل الذرية، والتي غالبًا ما تكون دقيقة جدًا بحيث لا يمكن تصورها بأي وضوح عبر الفحص المجهري.
يمكن أن تستخدم الرسوم المتحركة الخلوية نماذج تم أُنشئت يدويًا أو تلك التي تنشأ من الفحص المجهري وما تلاه من إنشاء سطح متعدد الأضلاع ثلاثي الأبعاد.

### آلية العمل الدوائية
كطريقة لشرح كيفية عمل الأدوية، قد توفر الشركات المصنعة للمستحضرات الصيدلانية رسومًا متحركة لآلية عمل الأدوية في الجسم، غالبًا من خلال مواقع الويب المخصصة لعقاقير موصوفة معينة. لا تمثل هذه التصورات الطبية عادةً الهياكل الخلوية بطريقة دقيقة أو متناسبة تمامًا. بدلاً من ذلك، قد تبسط آلية عمل الرسوم المتحركة التفاعل بين جزيئات الدواء والخلايا بشكل مرئي. قد تفسر هذه الرسوم المتحركة الطبية أيضًا الأصول الفيزيولوجية للمرض نفسه.

### تعليمات رعاية الطوارئ
اقترحت العديد من الدراسات أنه يمكن استخدام الرسوم المتحركة الطبية ثلاثية الأبعاد لتعليم المبتدئين كيفية إجراء الإنعاش القلبي الرئوي في حالات الطوارئ. تقترح هذه التقارير عادةً استخدام الرسوم المتحركة لالتقاط الحركة التي تقدم مع صوت والمعدة مسبقًا والتي تُعرض بواسطة الهاتف المحمول أو أي جهاز إلكتروني محمول آخر.